# Arròs a la cassola
L'arròs a la cassola, també dit arròs a la catalana, arròs de muntanya, arròs del tros o arròs de pagès, és un arròs molt tradicional que tradicionalment es fa amb carn de conill, pollastre i costella de porc, tot i que n'hi ha moltes variants, per exemple, s'hi poden afegir altres ingredients com salsitxa o cap de costella. Però el que fa variar més els ingredients és l'època de l'any, per exemple, a la primavera s'hi sol posar mongeta tendra mentre que a la tardor s'hi solen afegir bolets.
Vora mar s'hi sol afegir peix i fruits de mar, "el que hi hagi: sèpia, calamars, musclos...". Per a alguns simbolitza "l'autèntica menja dels diumenges".

## Variants
El sofregit té variants a cada casa, es pot fer amb pebrot vermell o amb una nyora o sense pebrots. També s'hi pot afegir unes gotes de conyac.
S'hi poden afegir altres verdures, com ara pèsols o mongetes tendres. S'hi poden posar carreretes o rossinyols.
Segons la gastroteca de la Generalitat de Catalunya, "hi ha qui hi posa pebrot vermell escalivat".